# Peechelba
Peechelba – miejscowość w Australii w stanie Wiktoria, położona nad rzeką Ovens.